# Upshaw-Schulman-Syndrom

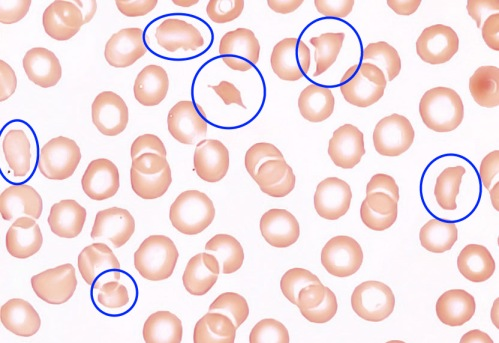
Blutausstrich einer TTP unter dem Mikroskop mit Schistozyten (Fragmentozyten) blau markiert

Das Upshaw-Schulman-Syndrom (USS) ist eine seltene Blutgerinnungskrankheit und wurde nach den Medizinern Jefferson Davis Upshaw (1929–2008) und Joseph Daniel Schulman (* 1941) benannt. Es entspricht der vererbten Form der thrombotisch thrombozytopenischen Purpura (TTP). Patienten mit USS haben zu wenig ADAMTS13-Protease, dadurch bleiben die Multimere des ultralangen Von-Willebrand-Faktors (ULVWF) im Blut bestehen, welches eine thrombotische Mikroangiopathie mit Gefäßverschlüssen in den kleinen Blutgefäßen auslöst. Diese Gefäßverschlüsse verhindern eine genügende Durchblutung des dahinter liegenden Gewebes, welches infolgedessen geschädigt wird. Die Symptome bei akutem USS sind sehr variabel, meistens besteht eine thrombozytopenische mikroangiopathische hämolytische Anämie (MAHA) mit Schistozyten im Blutausstrich, Fieber und ischämisch bedingten Organschäden in Hirn, Niere und Herz.

## Epidemiologie
Die Häufigkeit von TTP beträgt 1,7 bis 4,5 Millionen pro Jahr. Die meisten TTP-Fälle sind der autoimmunen TTP zuzuschreiben und werden durch Autoantikörper verursacht, welche die ADAMTS13-Protease blockieren. Nur etwa 5 % der TTP-Fälle werden durch das USS verursacht. Die genaue Prävalenz des USS konnte wegen seiner Seltenheit noch nicht berechnet werden.
Das Upshaw Schulman Syndrom wird autosomal rezessiv vererbt. Es wird häufiger durch compound heterozygoten Mutationen als durch homozygote Mutationen verursacht. Das Manifestationsalter ist variabel und reicht vom Neugeborenenalter bis ins hohe Erwachsenenalter. Die Wahrscheinlichkeit eines wiederkehrenden Verlaufs ist sehr individuell. Die Schwere der Krankheit kann mit früh gestellter Diagnose und gegebenenfalls prophylaktischer Therapie gemindert werden.

## Ätiologie

### Genetische Mutationen
Das ADAMTS13 (a disintegrin and metalloprotease with thrombospondin type 1 motif 13) Gen ist auf dem Chromosom 9q34 codiert und enthält 29 Exons. Die ADAMTS13-Protease besteht aus 1427 Aminosäuren die folgende Domänen bilden:
- Der „signal peptide region“ wird Einfluss auf die Sekretion, Faltung und Stabilität der ADAMTS13-Protease zugeschrieben.[9] Sie wirkt an Phospholipiden der Zellmembran und Proteinen der Sekretionskomplexen in den ADAMTS13 produzierenden Zellen.[9]
- Die „metalloprotease-domain“ ist der aktive Teil des ADAMTS13, die den VWF an dessen A2-Domäne zwischen den Aminosäuren Tyrosin1605-Methionin1606 spaltet[10].
- Die „disintegrin-domain“ zusammen mit dem „Thrombospondin-1 repeat“ (TSP-1-repeat) und der anschließenden „Cystein-rich domain“ und „Spacer-domain“ werden für die Substraterkennung und Spaltung der VWF[9] A2 Domäne[10] benötigt. Als erstes erkennt die „Spacer-Domain“ den VWF und erhöht die Affinität von ADAMTS13 zu VWF. Danach reagiert die „Disintegrin-like-domain“ mit einer niederaffinen Bindung. Zuletzt bindet die „Metalloprotease-domain“ an den VWF, wie ein dreiteiliger Reißverschluss.[6]
- Die „TSP-1-repeats“ beeinflussen Interaktionen zwischen Proteinen und der extrazellulären Matrix[11].
- Die „Cystein-rich domain“ ist wichtig für das Andocken an Zellen, zum Beispiel an Integrine von bestimmten Zellmembranen.[11]
- Die „CUB-domains“ gehen Verbindungen zwischen Proteinen des VWFs ein,[11] die bei hohen Scherkräften zugänglich sind.[10] Sie sind sowohl für das Binden als auch für das Spalten von VWF verantwortlich.[9] Zusätzlich sind sie an der ADAMTS13-Sekretion aus den Zellen beteiligt[12].

Mutationen, die USS verursachen kommen in allen Domänen vor. Bei USS wird vor allem die Sekretion von ADAMTS13 gestört, wobei die ADAMTS13-Aktivität zusätzlich herabgesetzt oder verloren gehen kann. Momentan sind über 120 USS verursachende Mutationen und zahlreiche Single nucleotide polymorphismen (SNP) bekannt. Die verschiedenen SNPs können, je nach Kombinationen, die ADAMTS13-Protease-Aktivität verstärken und abschwächen. Patienten mit einer Restaktivität der ADAMTS13-Protease neigen zu einem späteren Krankheitsbeginn.

### Die Funktion von ADAMTS13 und Pathogenes von USS
Die Familie der ADAMTS-Proteasen beinhaltet Enzyme zur Kollagenprozessierung, Spalten von interzellulärer Matrix, Hemmung der Angiogenese und zur Antikoagulation. Die ADAMTS13 ist eine Zink-Metalloprotease. Sie wird hauptsächlich in Leberzellen und Endothelzellen hergestellt, aber wurde auch in anderen Zellen, wie Thrombozyten, Nierenzellen und Hirnzellen gefunden. Die einzige bekannte Funktion von ADAMTS13 ist das Spalten der VWF-Multimere.  Die messbare Plasmahalbwertszeit im Blut von ADAMTS13 beträgt ca. 2 bis 4 Tage, wobei die protektive Wirkung länger anzuhalten scheint.
Ein Patient mit USS hat meist eine schwere ADAMTS13-Aktivitätsverminderung von weniger als 10 % der normalen Aktivität. Je nach vorliegenden Mutationen kann in diesem Bereich eine Restfunktion erhalten bleiben.
Eine tiefe ADAMTS13-Aktivität reicht oft nicht aus um eine (erste) TTP-Episode auszulösen. Ein akuter TTP-Schub bei USS-Patienten wird häufig durch einen umweltbedingten Auslöser initiiert. Bekannte Auslöser sind Infektionen (einschließlich leichter Infektionen der oberen Luftwegen), Schwangerschaft, erhöhter Alkoholkonsum und Medikamente. In diesen Situationen wird VWF aus den Speicherorganellen (zum Beispiel den Palade-Weibel-Körperchen, Plättchengranula) freigesetzt. Dadurch steigt der VWF-Gehalt des Blutes an und mehr ADAMTS13 wird benötigt um eine spontane Gerinnung des Blutes in den kleinen Blutgefäßen zu verhindern. Der Mangel an ADAMTS13-Aktivität in USS-Patienten führt in Folge zu einer TTP-Episode.

## Pathologie
Nach seiner Freisetzung ist ADAMTS13 entweder an die Gefäßwand (Endothel) gebunden oder frei im Plasma. Die starken Scherkräfte in kleinen Blutgefäßen ziehen den zusammengezogenen kugeligen VWF in seine lineare Form. Die aktive Bindungsdomäne des linearen VWF liegen in dieser Form frei an der Oberfläche und können die Blutgerinnung anstoßen. Diese Bindungsdomänen verbinden Plättchen mit Läsionen an Blutgefäßen und vernetzen VWF untereinander, damit ein Blutgerinnsel gebildet werden kann. Die ULVWF-Multimere haben eine erhöhte Reagibilität und Bindungskapazitäten, was zu spontanen Gefäßverschlüssen führt. Ist genügend ADAMTS13 vorhanden, kann diese den linearen ULVWF in seine normale Größe spalten. Normal großer VWF ist weniger bindungsfreudig und nur notwendige Blutgerinnsel werden gebildet.

## Symptome
Das klinische Bild einer TTP ist sehr verschieden. Der Patient sucht häufig den Arzt mit Symptomen die als Folge der häufig tiefen Plättchenzahl auftreten, wie eine Purpura (ca. in 90 % der Patienten), Ekchymosen und Hämatome. Daneben können noch weitere Symptome, die als Folge einer mikroangiopathischen hämolytischen Anämie vorhanden sind, auftreten, wie dunkler Urin, (milder) Ikterus, Müdigkeit und Blässe. Viele Patienten haben zusätzlich variabel ausgeprägte neurologische Symptome, wie Kopfschmerzen, Bewegungsstörungen, Sprachstörungen, Schlaganfälle und Bewussteinstrübungen bis zu komatösen Zuständen. Die Symptome können zusätzlich während eines Schubes vorübergehend verschwinden und wieder erscheinen. Weitere unspezifische Befunde sind Unwohlsein und Gelenk- oder Muskelschmerzen. Schwere Beeinträchtigungen von Herz oder Lunge sind selten, wobei häufig Veränderungen in den Organsystemen messbar sind (z. B. EKG-Abnormitäten).

## Diagnose
Die Diagnose TTP wird anhand der klinischen Zeichen und Symptome bei gleichzeitigem Vorliegen einer Thrombozytopenie (Thrombozytenzahl kleiner 100 × 109/l, häufig kleiner 20 × 109/l), mikroangiopathischen hämolytischen Anämie mit Schistozyten im Blutausstrich, einem negativen direkten Antiglobulin Test (Coombs-Test) und erhöhten Hämolysemarkern (z. B. totales Bilirubin, LDH, freies Hämoglobin, tiefes Haptoglobin) nach Ausschluss anderer möglichen Ursachen gestellt.
Folgende Diagnosen, die USS gleichen, werden üblicherweise ausgeschlossen: Fulminante Infektion, disseminierte intravasale Koagulopathie (DIC), autoimmunhämolytische Anämie, Evans-Syndrom, autoimmune atypische oder postinfektiöse Form des hämolytischen urämischen Syndroms (HUS), HELLP-Syndrom (hemolysis, elevated liver enzymes, low platelets – Syndrom), Präeklampsie und Eklampsie, Heparin-induzierte Thrombozytopenie (HIT), (metastasierter) Krebs, Nierenschäden, Antiphospholipid-Antikörper-Syndrom, und Nebenwirkungen einer Knochenmarkstransplantation.
Die schwangerschaftsassoziierten Krankheitsbilder, wie Präeklampsie, Eklampsie sowie das HELLP-Syndrom können mit dem einer TTP-Episode überlappen, da sie selbst einen TTP-Schub auslösen können und bedürfen ebsonderer Aufmerksamkeit.
Patienten mit fulminanten Infektionen, disseminierter intravasaler Gerinnung (DIC), HELLP-Syndrom, Pankreatitis, Leberkrankheiten oder anderen Entzündungen können eine gesenkte ADAMTS13-Aktivität aufweisen. Unter diesen Umständen lösen sie sehr selten eine schwere krankheitsrelevante Verminderung der ADAMTS13-Aktivität unter 10 % aus.
Ein schwerer ADAMTS13-Mangel <5 % oder <10 % (je nach Definition) ist beweisend für eine TTP. Die ADAMTS13-Tests messen dabei direkt oder indirekt die VWF Spaltprodukte. Die ADAMTS13-Aktivität sollte aus einer Blutentnahme vor Therapiebeginn gemessen werden, um eine falschhohe ADAMTS13-Aktivität auszuschließen.
Bei schwerem ADAMTS13-Mangel muss die autoimmune Form von der angeborenen Form der TTP, dem USS, unterschieden werden. Die Antikörper werden entweder direkt mit einem sogenannten ELISA-Test oder indirekt, durch die Testung auf einen funktionalen Inhibitor gesucht. Bei autoimmuner TTP kann die Menge der Antikörper im Blut schwanken, daher werden bei negativem Testresultat zweite Messungen zur Bestätigung während einer TTP-Episoden-freien Phase durchgeführt. Die Bestätigung eines schweren ADAMTS13-Mangels in Abwesenheit von Antikörpern in dieser Zeit stellt meist die Indikation für eine Genanalyse zum Beweisen einer USS-verursachenden Mutation dar.
In unklaren Fällen kann ein sogenanntes Plasma-Infusions-Trial durchgeführt werden. Hierbei kann die dosisabhängige ADAMTS13-Aktivität in der für USS typischen Halbwertszeit von 2 bis 4 Tagen bestätigt werden. Partieller oder schwerer ADAMTS13-Mangel bei einem Verwandten ersten Grades ist ebenfalls ein starker Hinweis auf USS.

## Therapie
Eine TTP-Episode benötigt eine sofortige Behandlung. Die Standardtherapie besteht aus täglichem Ersatz der ADAMTS13-Protease durch Plasmainfusion oder in schweren Fällen aus einer  Plasmaaustausch-Therapie (PEX). Bei einer PEX wird das patienteneigene Plasma annähernd vollständig durch Spenderplasma ersetzt. In beiden Fällen wird am häufigsten plättchenarmes FFP (Fresh-Frozen-Plasma) verwendet, wobei auch andere Plasmaprodukte, die ADAMTS13 enthalten gebraucht werden können.
Der Vorteil einer PEX-Therapie gegenüber Plasmainfusionen wird der Entfernung der überschüssigen ULVWF-Multimere zugeschrieben. Einige, meistens milde Nebenwirkungen, wurden dabei beobachtet. Die benötigte Anzahl Infusionen oder PEX zur Genesung variieren, wobei die Therapie des USS meistens weniger als eine Woche dauert.
Die Plasmatherapie kann beendet werden, wenn sich die Thrombozytenzahl normalisiert und über mehrere Tage stabil ist.

### Vorbeugende Therapie
Nicht alle von USS betroffenen Patienten benötigen eine regelmäßige vorbeugende Plasmainfusion. Diejenigen mit häufigen TTP-Schüben sind aber auf eine solche Behandlung angewiesen. Eine Therapie mit Plasmainfusionen alle zwei bis drei Wochen kann solche Schübe vorbeugen, wobei diese jeweils individuell angepasst werden kann. Milde Krankheitsverläufe ohne häufiges Wiederauftreten von TTP-Schüben bedürfen nur in speziellen Risikosituationen (wie oben erwähnt) Plasmainfusionen.

### Ausblick
In den letzten Jahren konnten neue Entwicklungen in der TTP-Forschung beobachtet werden. Eine rekombinante ADAMTS13-Protease durchlief erste erfolgreiche Tests in Mäusen und erste Tests an USS-Patienten wurden angekündigt.
Daneben wurde ein weiteres Medikament vorgestellt, das die (UL)VWF-Interaktionen mit Blutplättchen reduziert und dadurch die überschießende Gerinnung bei einer TTP-Episode hemmt.
Neben verschiedenen multinationalen Datenbanken wurde ein weltweites Projekt zur Forschung an USS gestartet, welches Informationen über Patienten und deren Familienangehörige sammelt, um daraus neue Erkenntnisse zu Diagnose und Therapieoptimierung abzuleiten.

## Geschichte
Die TTP als solche wurde zum ersten Mal 1947 beschrieben und nach ihrer Pathophysiologie benannt. 1960 beschrieb Schulman den ersten USS-Patienten. Upshaw berichtete 1978 von einer rezidivierenden TTP, die er während 11 Jahren begleitet hatte. Upshaw beschrieb dabei die Parallelen der beiden Fälle und vermutete als Ursache ebenfalls das Fehlen eines Plasmafaktors. Ein Jahr später wurde das Syndrom erstmals Upshaw-Schulman-Syndrom genannt. 1996 wurde das Fehlen des VWF-spaltenden Enzyms als Ursache von USS erkannt. 2001 hat man ADAMTS13 benannt, auf dem Chromosom 9q34 lokalisiert und erste krankheitsverursachende Mutationen bestimmt.